# 제임스 캐그니

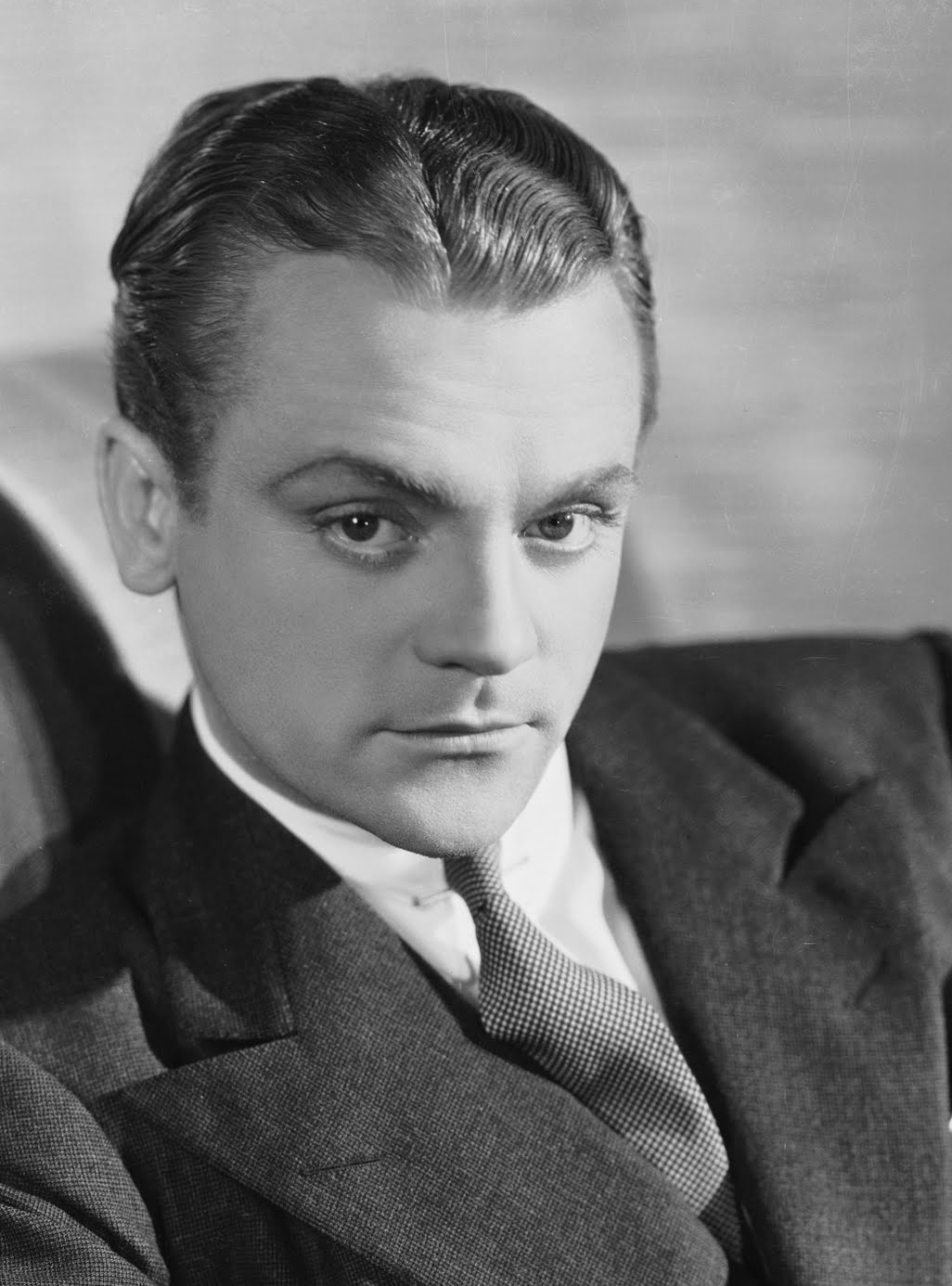
제임스 캐그니

제임스 프랜시스 캐그니 주니어(James Francis Cagney, Jr., 1899년 7월 17일 ~ 1986년 3월 30일)는 처음에는 무대 공연으로, 나중에는 영화에 출연한 미국의 배우이다. 비록 그가 다양한 방면에서 상을 받고 찬사를 받긴 했지만, 그는 주로 영화 사상 최고의 터프가이로 기억되곤 한다. 제임스 캐그니는 1999년, 미국 영화 연구소가 선정한 최고의 할리우드 고전배우 50인중 한명이다.
그는 1919년, 여장을 하고 시사풍자극의 코러스 라인에서 춤을 추는 것으로 연기를 시작했다. 그는 1925년에 처음으로 중요한 역할을 맡기 전까지 수년을 코미디언과 춤꾼으로서 보드빌에 참여하며 지냈다. 이후 여러 사람들에게 주목을 받았고, 결국 워너 브로스와 3주 동안 주당 $500의 계약을 맺었고, 곧이어 7년 계약으로 확대되었다.
캐그니의 7번째 영화였던 공공의 적은 당대의 가장 영향력있는 갱스터 영화가 되었다. 그레이프프루트를 뭉개는 장면 등으로 유명한 이 영화는 제임스 캐그니를 워너 브로스의, 그리고 할리우드의 대스타로 만들었다. 1938년, 그는 더럽혀진 얼굴의 천사로 아카데미 남우주연상 후보에 올랐고, 이후 1942년, 양키 두들 댄디에서 조지 코핸을 연기해서 아카데미 남우주연상을 받았다. 그는 1955년, 사랑하거나 떠나거나로 세 번째로 남우주연상 후보에 올랐다. 이후 1961년 뇌졸중으로 인한 요양을 위해 은퇴를 했고 랙타임으로 복귀하기 전까지 약 20년간을 농장에서 요양을 하며 지냈다. 캐그니는 그의 연기생활 동안 몇번이나 워너 브로스를 떠났으나 그때마다 더 좋은 조건과 영화등을 제의받고 다시 돌아오곤 했다. 1935년, 그는 워너 브로스를 급부장애로 고소했으며, 승소했고 이는 배우가 계약과 관련해 제작사를 상대로 처음으로 승리한 사례가 되었다. 그는 소송이 해결되는 동안 독립 영화 회사에서 일하기도 했고, 다시 워너 브로스로 돌아가기 4년전인 1942년에는 캐그니 프로덕션이라는 자회사를 설립하기도 했다.

## 영화 출연
- 1930년 - Sinners' Holiday
- 1934년 - 히어 컴스 더 네이비 (Here Comes The Navy)
- 1981년 - 랙타임

## 텔레비전
- What's My Line 1960년 - 게스트
- The Ballad of Smokey the Bear 1966년 - 목소리, 내레이터
- Terrible Joe Moran 1984년